# Petrus (voornaam)
Petrus is een jongensnaam van Griekse oorsprong. De naam is afgeleid van het Griekse woord petros (πετρος; Proto-Indo-Europees: pattra), dat rots betekent, en staat symbool voor vastheid en betrouwbaarheid. De naam was al in de vroege middeleeuwen populair, en kwam bijvoorbeeld in de 10e eeuw al voor in West-Vlaanderen en in de 11e eeuw in Noord-Nederland.
Volgens het nieuwe testament heeft Jezus aan de apostel Petrus de bijnaam Kepha/Kefa (Aramees voor "rots") gegeven. Deze bijnaam is later vertaald als Lithos in het Grieks en als Petrus in het Kerklatijn. Volgens de katholieke overlevering wilde Jezus vanwege het sterke geloof van de apostel Petrus dat hij de eerste paus werd. Jezus noemde hem "de rots waarop ik mijn kerk zal bouwen". De naamdag van Petrus en Paulus is op 29 juni.

## Varianten
De volgende namen (o.a.) zijn varianten of afgeleiden van Petrus:
- Peer, Peeting, Peter, Peterus, Pier, Piet, Pieter

De naam komt ook in andere talen voor:
- Afrikaans: Pieter, Piet
- Amhaars: Petros
- Arabisch: Boutros
- Catalaans: Pere (Pera)
- Duits: Peter
- Engels: Peter, Pete
- Esperanto: Pedro, Piedro, Petro, Pietro
- Estisch: Peeter
- Frans: Pierre (Opmerking: het Franse woord voor "steen" is ook "pierre")
- Fries: Peiter, Peke, Piter
- Grieks: Petros
- Hindoestaans: Pathar
- Hongaars: Péter
- Italiaans: Pier, Piero, Pietro
- Kroatisch: Petar
- Latijn: Petrus
- Luxemburgs: Pit
- Papiaments: Pedro
- Oekraïens: Petro (Петро)
- Pools: Piotr
- Portugees: Pedro
- Roemeens: Petru
- Russisch: Pjotr (Пётр)
- Scandinavisch: Per, Peer (archaïsch), Peder, Petter
- Spaans: Pedro, Perez
- Tsjechisch: Petr

Vrouwelijke vormen zijn onder meer Peeks, Pernette, Perry, Peta, Peterina, Petertje, Petra, Petrina, Petrosina, Petroeska, Petronette, Petrouska, Petrusa, Pie, Pierina, Pita

## Heiligen
- Marcellinus en Petrus, martelaars
- Petrus, een van de twaalf apostelen van Jezus en de eerste paus voor de katholieken
- Petrus van Alexandrië, Egyptisch aartsbisschop, theoloog en martelaar
- Petrus Canisius, Nederlands jezuïet en heilige
- Petrus Chrysologus, Italiaans heilige, aartsbisschop van Ravenna en kerkleraar
- Petrus Damiani, Italiaans heilige, kerkhervormer en theoloog, kerkleraar

## Bekende naamdragers

### Boutros
- Boutros Boutros-Ghali, Egyptisch politicus en diplomaat

### Pedro
Zie Pedro (voornaam).

### Peer
- Peer Bedaux, Nederlands architect
- Peer Engels, Nederlands schrijver
- Peer Maas, Nederlands wielrenner
- Peer Mascini, Nederlands toneelspeler
- Peer van den Molengraft, Nederlands kunstschilder
- Peer Ulijn, Nederlands journalist

### Per
Zie Per (voornaam).

### Petar / Peter / Péter / Petr
Zie Peter (voornaam).

### Petro
- Petro Porosjenko, Oekraïens politicus
- Petro Sjelest, Oekraïens politicus

### Petros
- Petros Molyviatis, Grieks diplomaat en politicus
- Petros Protopapadakis, Grieks politicus
- Petros Voulgaris, Grieks admiraal en politicus

### Petrus
- Petrus Abaelardus, Frans theoloog en filosoof
- Petrus Alamire, Duits muziekkopiist, componist, instrumentalist, zakenman, diplomaat en spion
- Petrus Apianus, Duits humanist
- Petrus Bertius, Vlaams theoloog, historicus, geograaf en cartograaf
- Petrus Bonomo, Italiaans humanist, bisschop en administrator van de Zuidelijke Nederlanden
- Petrus Camper, Nederlands arts, anatoom, fysioloog, verloskundige, zoöloog, antropoloog en paleontoloog
- Petrus Canisius van Lierde, Nederlands geestelijke en bisschop van de Rooms-Katholieke Kerk
- Petrus Christus, Zuid-Nederlands schilder
- Petrus de Eerbiedwaardige, Frans benedictijn, theoloog en de laatste grote abt van Cluny
- Petrus Francius, Nederlands hoogleraar
- Petrus Lambertus Goossens, Belgisch geestelijke en kardinaal van de Rooms-Katholieke Kerk
- Petrus Hofstede, Nederlands theoloog en predikant
- Petrus Jacobus Joubert, Zuid-Afrikaans politicus
- Petrus Jacobus Kipp, Nederlandse apotheker, chemicus en instrumentmaker
- Petrus Paulus Lefevere, Belgisch missionaris
- Petrus Albertus van der Parra, Nederlands koloniaal ambtenaar en gouverneur-generaal van de Vereenigde Oostindische Compagnie
- Petrus Plancius, Vlaams astronoom, cartograaf, geograaf, bewindhebber van de VOC en predikant
- Petrus Regout, Nederlands industrieel en politicus
- Petrus van Schendel, Nederlands-Belgisch kunstschilder
- Petrus Jozef Triest, Belgisch rooms-katholiek priester en kanunnik
- Petrus Jacobus Franciscus Vermeulen, Nederlands politicus
- Petrus Johannes Witteman, Nederlands politicus

### Pier
- Pier Luigi Bersani, Italiaans politicus
- Pier Ferdinando Casini, Italiaans politicus
- Pier Gerlofs Donia, Fries krijgsheer, vrijheidsstrijder, kaper, zeerover en volksheld
- Pier Luigi Farnese, Italiaans edelman
- Pier van Gorkum, Nederlands politicus
- Pier Janssen, Belgisch voetballer en voetbalcoach
- Pier Antonio Micheli, Italiaans botanicus
- Pier Paolo Pasolini, Italiaans filmregisseur, dichter en schrijver
- Pier Tania, Nederlands presentator

### Piero
- Piero Cappuccilli, Italiaans operazanger
- Piero Cassano, Italiaans zanger, componist en arrangeur
- Piero di Cosimo, Italiaans kunstschilder
- Piero D'Inzeo, Italiaans springruiter
- Piero Esteriore, Zwitsers zanger
- Piero della Francesca, Italiaans kunstenaar
- Piero Gnudi, Italiaans econoom en politicus
- Piero Gros, Italiaans alpineskiër
- Piero Malvestiti, Italiaans politicus
- Piero di Cosimo de' Medici, Florentijns heerser
- Piero Soderini, Florentijns politicus
- Piero Toscani, Italiaans bokser

### Pierre
Zie Pierre (voornaam).

### Piet
Zie Piet (voornaam).

### Pieter / Piter
Zie Pieter.

### Pietro
- Pietro Aretino, Italiaans schrijver
- Pietro Bembo, Italiaans kardinaal en schrijver
- Pietro Locatelli, Italiaans componist
- Pietro Mascagni, Italiaans componist
- Pietro Metastasio, Italiaans librettist
- Pietro Perugino, Italiaans schilder

### Pit
- Pit Beirer, Duits motorcrosser
- Pit Leyder, Luxemburgs veldrijden en wielrenner

## Fictief figuur
- Peer vaan den Muggenheuvel tot den Bobberd, carnavalsburgemeester van Oeteldonk (de Nederlandse stad 's-Hertogenbosch)
- Peer van Eersel, hoofdpersonage uit het Nederlandse hoorspel Radio Bergeijk
- Peer de Plintkabouter, figuur uit een Nederlandse stripreeks